# Bataille de Jemappes
Pour les articles homonymes, voir Jemmapes.
Première Coalition
Batailles
La bataille de Jemappes a eu lieu à Jemappes, à côté de Mons en Belgique actuelle, entre l'Autriche (Saint-Empire) et la France républicaine le 6 novembre 1792,.

## La bataille

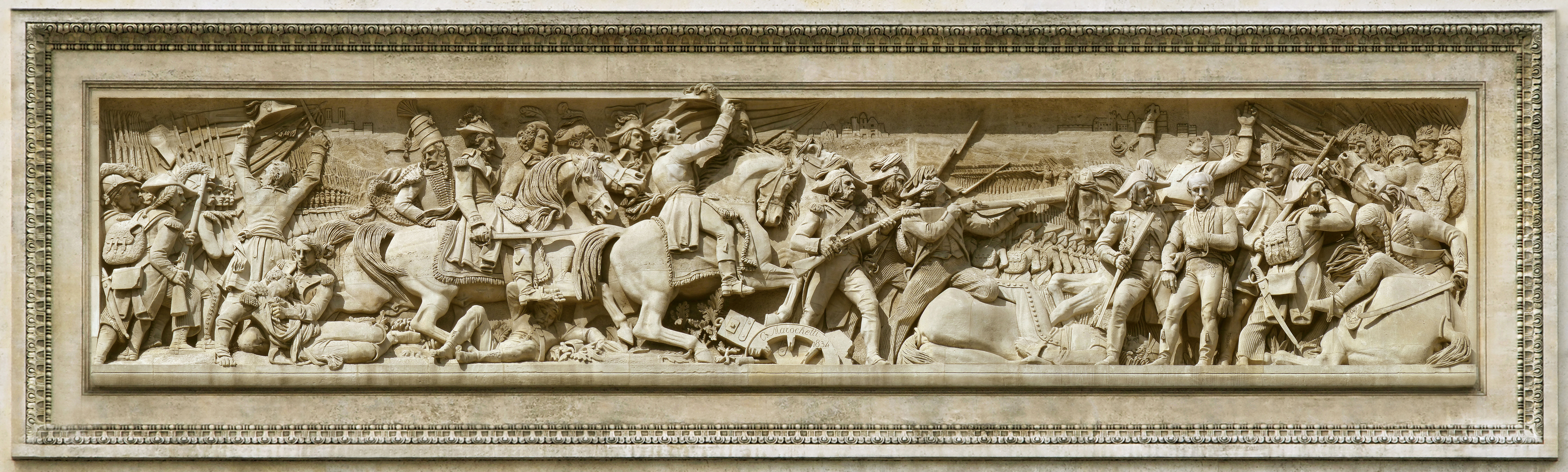
Bas-relief de la bataille de Jemappes sur l'arc de triomphe de l'Étoile, par Carlo Marochetti.

L'armée révolutionnaire française, constituée de 40 000 volontaires et commandée par Dumouriez, remporte la victoire, notamment grâce à son avantage numérique, contre l'armée autrichienne aux Pays-Bas autrichiens sous les ordres du duc Albert de Saxe-Teschen, qui doit évacuer le pays.
La victoire de Jemappes aboutit à la prise des Pays-Bas autrichiens. Mais ces derniers repasseront sous le contrôle de l'empereur à l'issue de la bataille de Neerwinden (18 mars 1793).
Nommé maréchal de camp par Charles François Dumouriez, le 20 août 1792, le général Ferrand commande l'aile gauche de l'armée. Il contribua au succès de cette bataille par l'intrépidité avec laquelle il emporta à la baïonnette les villages de Carignan (que l'on peut désigner comme la commune actuelle de Quaregnon) et de Jemappes, et par l'habileté qu'il déploya en manœuvrant sur le flanc droit de l'ennemi.
Lors de cette bataille, le général François Richer Drouet, présent à la tête de sa division d'infanterie, fut mortellement blessé.

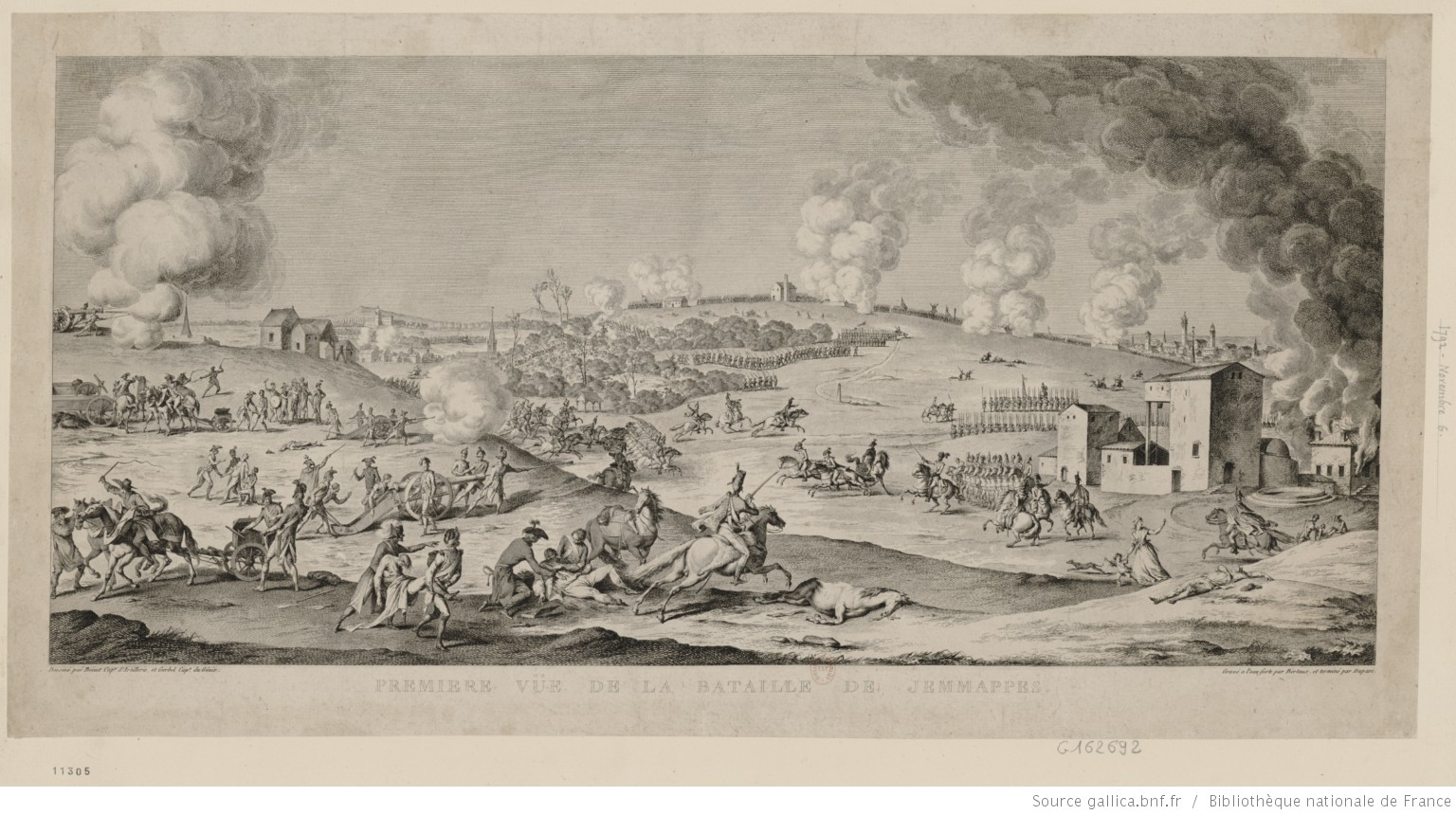
La bataille de Jemappes dessinée par Jean Duplessis-Berteaux et gravée par Marie-Alexandre Duparc.

En 1795, après le retour des Français et l'annexion de la Rhénanie et des Pays-Bas autrichiens, la bataille donne son nom au département de Jemappes.

## Le Souvenir de Louis-Philippe

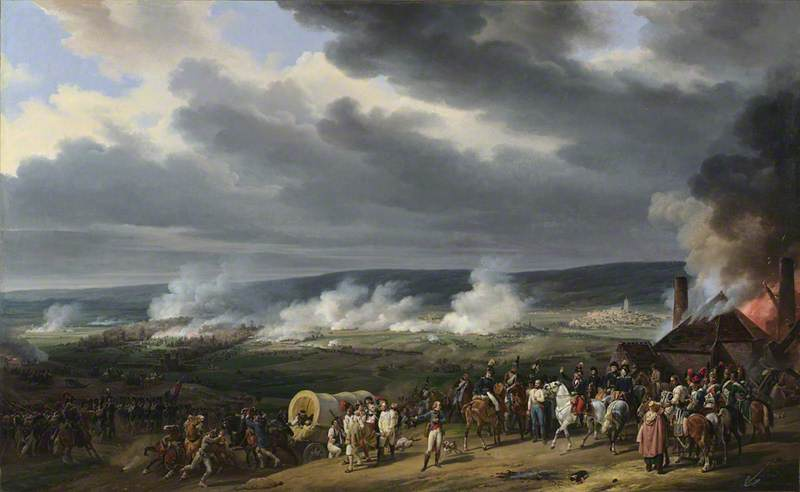
La Bataille de Jemappes
Horace Vernet, 1821
National Gallery, Londres.

Louis-Philippe d'Orléans, duc de Chartres, âgé à l'époque de 19 ans et connu comme le « général Égalité », ainsi que son frère cadet, Antoine, duc de Montpensier, qui venait d'être promu au grade d'adjudant général, y participèrent du côté des révolutionnaires. Se distinguant dans le commandement de son aile droite, Louis-Philippe, futur roi des Français en 1830 sous le nom de Louis-Philippe Ier, devait s'enorgueillir jusqu'à la fin de sa vie d'avoir été l'un des artisans de cette victoire décisive. Mais le spectacle du sang versé et de la tuerie devait aussi lui inspirer une profonde aversion pour la guerre.
Devenu roi, il commande à Horace Vernet quatre grands tableaux de bataille qui montrent les victoires françaises lors des guerres révolutionnaires et napoléoniennes. Ces tableaux célébrant la gloire militaire française et celle du roi ont été accrochés au Palais-Royal. Achevées en cinq ans, ils représentent la bataille de Jemappes (1821), la bataille de Montmirail (1822), la bataille de Hanau (1824) et la bataille de Valmy (1826). Endommagés par un incendie lors de la révolution de 1848, ils ont été restaurés par Vernet lui-même. Ils sont conservés aujourd'hui à la National Gallery à Londres. Une copie est conservée à Versailles.

## La mémoire

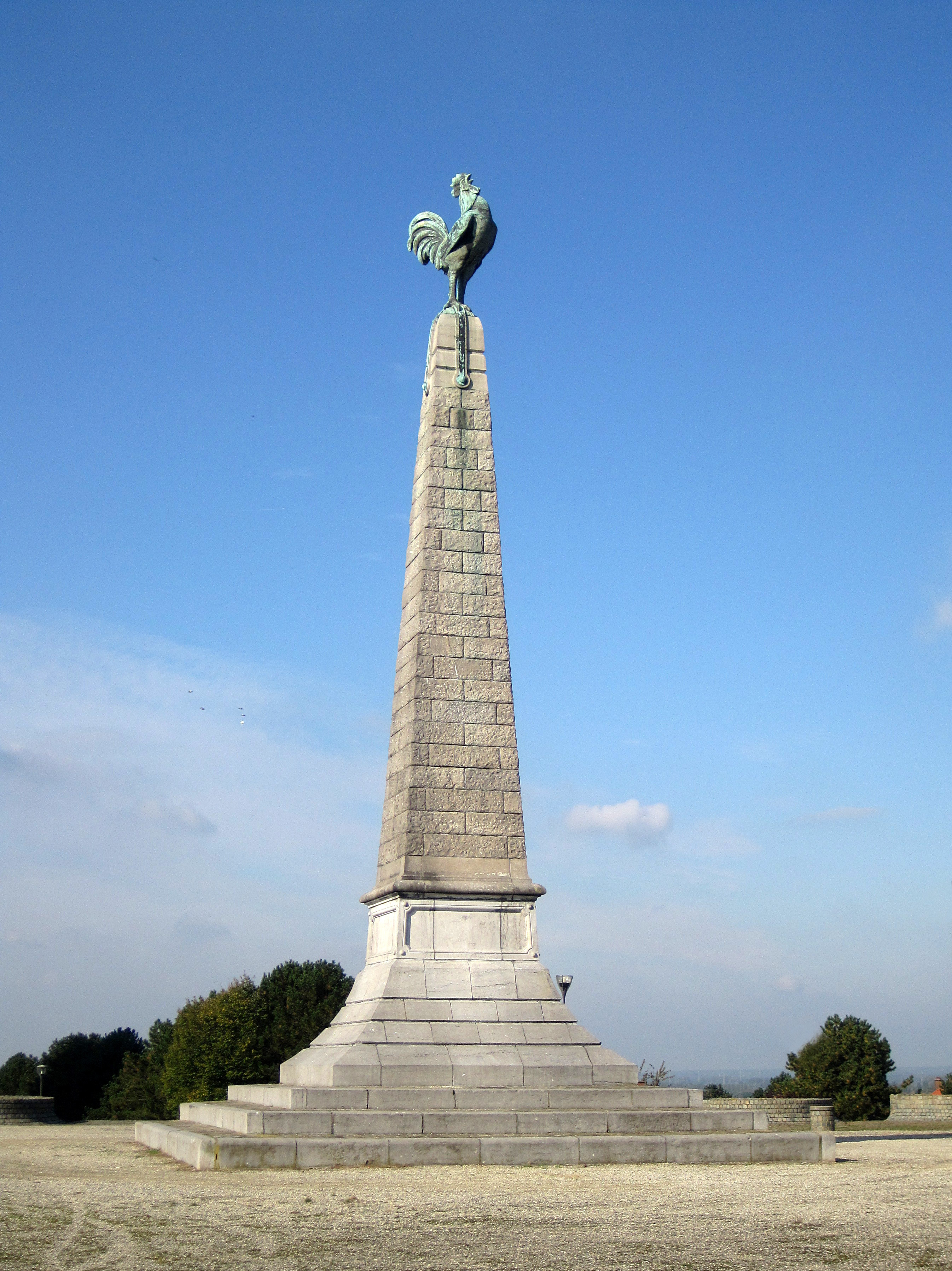
Le « Coq de Jemappes ».

En 1911, l'un des principaux représentants du Mouvement wallon, le socialiste Jules Destrée, inaugura sur les lieux de cette bataille un obélisque surmonté d'un coq gaulois (coq chantant).
Ce monument, comme l'a montré l'historien Philippe Raxhon, a plusieurs dimensions mémorielles.
Hommage à la victoire française qui était aussi la première victoire de la République consciente d'elle-même (à Valmy, les soldats n'apprirent qu'après la victoire que la royauté avait été abolie à Paris).
Ce monument est également un hommage aux idées de la Révolution que les initiateurs du monument en Wallonie opposaient à l'époque à une Flandre jugée réactionnaire et conservatrice, et considérée comme imposant cette manière de voir à toute la Belgique grâce à sa majorité numérique.
Depuis son inauguration en 1911, le Coq de Jemappes (orthographié Jemmappes sur le monument), a été l'objet de célébrations particulières du Mouvement wallon de manière intermittente et aussi du mouvement ouvrier (qui, par exemple, chanta tant L'Internationale que La Marseillaise, dans ses grands rassemblements et ses grandes grèves).
L'affiche du 150e anniversaire de la bataille (6 novembre 1942) est cravatée aux seules couleurs belges et françaises.
Enfin, un odonyme à Mons rappelle cet événement.
La rue de Jemmapes à Nantes, le quai de Jemmapes à Paris ainsi que la rue de Jemmapes limitrophe de Sartrouville et Houilles au nord des Yvelines, rappellent le souvenir de cette bataille.
La Bataille de Jemappes est aussi le nom d'une symphonie descriptive et patriotique composée par François Devienne en 1794 et jouée avec succès pendant la période révolutionnaire.
En 1944, la première section de la 4e compagnie du 501e régiment de chars de combat avait nommé Jemappes un char de reconnaissance M3A3 Stuart. Il fut détruit lors des combats à Savigny-sur-Orge le 24 août 1944 lors de la bataille de Paris.